# Supay
Supay es un tipo de entidades espirituales dentro de la mitología incaica. De acuerdo al diccionario quechua-castellano de 1560 del fraile Domingo de Santo Tomás, el término en su forma original era neutral y podía ser utilizado para referirse a un espíritu moralmente bueno (allisupa, 'angel bueno') o a un espíritu moralmente malo (manaallisupa, 'angel malo'). Posteriormente, el término es utililizado para referirse al diablo cristiano.

## Etimología
Según los diccionarios de Jesús Lara, Fray Diego González de Holguín, Lira y Anónimo, el nombre Supay proviene vocablo quechua supa que se traduce como sombra, enfermedad, muerte, poseído o loco.

## Características
Según la mitología incaica, el término Supay comprende a una raza entera de demonios, así como también al dios de la muerte, dueño del inframundo y de una raza de guerreros abisales.
Supay es comúnmente descrito con una apariencia "demoníaca", pues tenía largos cuernos, ojos vidriosos y estelares, un rostro felinico poblado de largos colmillos y largas orejas. Al igual que otros dioses andinos, Supay es un dios multiforme; puesto que puede manifestarse bajo la forma de cualquier cosa. Sumando lo anterior con su personalidad conflictiva e inpredecible, Supay es clasificado como Trickster, pues puede tanto proteger a la humanidad en su travesía hacia el más allá como también tiene la potestad de engañar y/o instar a la humanidad a relucir su más retorcida versión. Dichas características y habilidades lo convertían en un ser muy peligroso para aquellos que no le mostraban respeto.
Aun después de lo antes mencionado, existieron y existen personas que creen firmemente en su poder al punto de venerarlo, para que de esta manera el dios les haga favores, tanto para el mal como para el bien. Su veneración era a través de ofrendas, altares y rituales.
Supay es colocado comúnmente como la personificación de toda la maldad. A pesar de esto, el concepto original de Supay lo retrata como un dios ambivalente, podía ser considerado tanto malo como bueno. Las antiguas leyendas mencionaban que Supay iba más allá de la maldad que evocaba. Debido a que él es descrito como el protector y guía del camino que toman los muertos. Rol muy similar al del dios Anubis. 
Supay fue creado por Viracocha, con el propósito de mostrar a la humanidad que siempre habrá maldad en el mundo, pero no la suficiente. Debido a esto, los incas creyeron que él era un ser que equilibraba la balanza entre el bien y el mal. El hecho de que Huiracocha lo haya creado, lo hace hermano del dios Inti, Illapa y Mama Quilla.
Podía ser benevolente con los vivos de su agrado y con los que tenían una muerte digna, pero era terrible y malvado con el resto, tanto en el mundo inferior como en el mundo terrenal, porque podía inclinar la balanza de la mala suerte con solo pensarlo.
Supay era una divinidad maquiavélica y se burlaba de los sufrimientos ajenos, de las creencias y hasta los conocimientos, porque lo ponía todo en duda, y era capaz de cambiar las ideas y los pensamientos, haciendo del hombre santo un malvado, y de un hombre sabio un loco sin conciencia ni conocimiento.
Uku Pacha, era su hogar natural, pero podía ir y venir de la Tierra al Cielo cuando se le antojara. Esto último lo establece como una deidad impredecible, voluble y de caracter ubicuo (podía ser benevolente o maquiavélico; podía manifestarse bajo cualquier forma y en todo lugar, demostrando ser omnipresente y que las leyes no están del todo sujetas a él). Por donde sea que se manifestaba, Supay iba extendiendo un manto de terror y desazón. Asimismo, esta deidad iba recordándole a todos y cada uno (dioses o humanos), que estaban siempre bajo la amenaza de la destrucción, la desaparición y la muerte. Este pensamiento aplica para cualquier cosa que creyeran hermosa o segura, puesto que esta misma podía desaparecer en un instante y para siempre, frustrando todos los sueños y los planes de los dioses y los hombres.
Supay también fue creador de hombres, pero le salieron a su imagen y semejanza convirtiéndose con el tiempo en terribles demonios de las profundidades, de los caminos, de las montañas, de las aguas, de la selva y de las cuevas.
Los españoles lo asimilaron con el Diablo; sin embargo, según las tradiciones y leyendas andinas, Supay aparece como huaca de la buena y mala suerte, del amor sexual o del enamoramiento, de la transgresión y de la aventura, de los excesos y de la diversión que no se toma la vida en serio, porque la vida es pasajera y nada seria.

## Mitología

### Mito del lago Titicaca
Cuenta el mito que el lago Titicaca era un valle fértil y poblado de personas que vivían felices en paz y armonía. Nada les faltaba, la tierra era rica y les procuraba todo lo que necesitaban. Sobre esta tierra no se conocía ni la muerte, ni el odio, ni la ambición. Los Apus, los dioses de las montañas, protegían a estos seres humanos. No les prohibieron más que una sola condición: que nadie debía subir a la cima de las montañas donde ardía el Fuego Sagrado.
Durante largo tiempo, estas personas que habitaban el valle no pensaron en infringir esta orden de los dioses. Pero el Supay, espíritu maligno condenado a vivir en la oscuridad, no soportaba ver a estas personas vivir tan tranquilamente en el valle. Él se ingenió para dividir a los hombres sembrando la discordia. Utilizando artimañas logro conseguir que las personas desobedecieran a sus dioses y siguieran el camino de la curiosidad, para encontrar el Fuego Sagrado a la cima de las montañas.
Entonces un buen día, al alba, estas personas desobedecieron y comenzaron a escalar la cima de las montañas, aunque a medio camino fueron sorprendidos por los Apus.
Éstos comprendieron que los hombres habían desobedecido y decidieron exterminarlos. Miles de pumas aparecieron, a la orden de los Apus, para devorar a los que intentaron ir por el fuego sagrado. Huyendo despavoridos suplicaban al Supay por ayuda, pero este permanecía insensible a sus súplicas. Todos murieron por su osadía.
Viendo eso, Inti, el dios del Sol, se puso a llorar. Sus lágrimas eran tan abundantes, hasta formar un diluvio y que en cuarenta días inundaron el valle.
Solo un hombre y una mujer llegaron a salvarse sobre una barca de junco. Cuando el sol brilló de nuevo, el hombre y la mujer no creían ver ante sus ojos, bajo el cielo azul y puro, estaban en medio de un lago inmenso. En medio de esas aguas flotaban y los pumas que estaban ahogados y transformados en estatuas de piedra.
De esto sale el nombre del lago Titicaca, aunque el nombre correcto seria ''Titekjarka'', que proviene de Tite (puma) y de Kjarka (roca), y que traducido a la lengua castellana es: El lago de los pumas de piedra; los españoles al llegar al lago, no pudieron pronunciar correctamente su nombre y le llamaron Titicaca.

## Fusión con el catolicismo
Tras la conquista de América, los sacerdotes católicos utilizaron su figura para denominar al Diablo cristiano. Como consecuencia de ello, el Supay o diablo indígena se configuró como un sincretismo, con elementos tomados tanto de las religiones indoamericanas como del catolicismo. 
El Supay es una figura ambivalente, definida por el sincretismo, que ha sido asimilada al Diablo de la cultura cristiana, pero que también es adorado como señor de las profundidades o Salamanca.  A diferencia de lo que sucede con el Diablo cristiano, "el indígena no repudiaba al Supay sino que temiéndole, lo invocaba y rendía culto para evitar que le hiciera daño".
Durante la época colonial, el Supay se convirtió en uno de los personajes principales del culto a la Virgen de la Candelaria en el altiplano, de donde es exclusivamente y de la diablada. Se lo asocia con los indígenas que le rinden culto y le realizan ofrendas para ganar su simpatía y evitar que los dañe.
En la diablada, las personas bailan disfrazadas de diablos para pedir a la Virgen de la Candelaria perdón y comprensión por convivir con Supay, Tiw o tío de la mina en lo hondo de las minas y por los ritos y ofrendas que le dedican para encontrar las vetas del mineral y evitar los accidentes.
La referencia más antigua al Supay de la que se tenga registro es del año 1560, y corresponde al Lexicón de Domingo de Santo Tomás, donde es definido como "ángel bueno o malo, demonio o trasgo de casa…".